# Tammikaivonpuisto (Tammikartano)
Le parc de Tammikaivo (finnois : Tammikaivonpuisto) est un parc de Klemettilä à Vaasa en Finlande.

## Présentation
Le centre de service Tammikartano pour les personnes âgées, le jardin d'enfants de Klemettilä, l'hôpital municipal et le poste de santé principal, l'école professionnelle, le service de secours, la salle de sport et la zone des musées se trouvent dans la zone de Tammikaivo. 
Au milieu de ces différents activités se trouve l'espace vert du parc. 
La zone de Tammikaivo est située dans un environnement de valeur culturelle et historique et est l'une des plus anciennes du nouveau Vaasa. 
Le parc dont la végétation a été renouvelée dans les années 2010 a des arbres à feuilles caduques, des arbustes, des plantes vivaces et des fleurs en saison estivale. 
Il y a aussi des conifères ainsi que des pelouses.
Au milieu du parc se trouve un étang avec une fontaine.
On peut aussi voir des sculptures d'animaux en bois et une barque.